# Loi de Rademacher
En théorie des probabilités et en statistique, la loi de Rademacher est une loi de probabilité discrète ayant une probabilité 1/2 d'obtenir 1 et 1/2 d'obtenir -1. Le nom de cette loi vient du mathématicien Hans Rademacher.
Cette loi correspond au gain lors d'un jeu de pile ou face dans lequel la mise est de 1 : un joueur a une probabilité de 1/2 de gagner, c'est-à-dire gagner 1, et 1/2 de perdre, c'est-à-dire gagner -1

## Fonction de masse
La fonction de masse de la loi de Rademacher est donnée par :
{\displaystyle f(k)=\left\{{\begin{matrix}1/2&{\mbox{si }}k=-1,\\1/2&{\mbox{si }}k=+1,\\0&{\mbox{sinon.}}\end{matrix}}\right.}
Elle peut également être écrite de manière équivalente :
{\displaystyle f={\frac {1}{2}}}1\!\!\!1_{\{-1,1\}.}

## Fonction de répartition
La fonction de répartition de la loi de Rademacher est donnée par :
{\displaystyle F(k)={\begin{cases}0,&{\mbox{si }}k<-1\\1/2,&{\mbox{si }}-1\leq k<1\\1,&{\mbox{si }}k\geq 1\end{cases}}}

## Liens avec d'autres lois
- Loi de Bernoulli : Si X suit la loi de Rademacher, alors {\displaystyle {\frac {X+1}{2}}} suit la loi de Bernoulli de paramètre {\displaystyle {\frac {1}{2}}}.